# 11 ذو الحجة
- السبت
- الأحد
- الاثنين
- الثلاثاء
- الأربعاء
- الخميس
- الجمعة

- 2624 مايو 2025
- 2725 مايو 2025
- 2826 مايو 2025
- 2927 مايو 2025
- 128 مايو 2025
- 229 مايو 2025
- 330 مايو 2025
- 431 مايو 2025
- 51 يونيو 2025
- 62 يونيو 2025
- 73 يونيو 2025
- 84 يونيو 2025
- 95 يونيو 2025
- 106 يونيو 2025
- 117 يونيو 2025
- 128 يونيو 2025
- 139 يونيو 2025
- 1410 يونيو 2025
- 1511 يونيو 2025
- 1612 يونيو 2025
- 1713 يونيو 2025
- 1814 يونيو 2025
- 1915 يونيو 2025
- 2016 يونيو 2025
- 2117 يونيو 2025
- 2218 يونيو 2025
- 2319 يونيو 2025
- 2420 يونيو 2025
- 2521 يونيو 2025
- 2622 يونيو 2025
- 2723 يونيو 2025
- 2824 يونيو 2025
- 2925 يونيو 2025
- 126 يونيو 2025
- 227 يونيو 2025

11 ذو الحجَّة أو 11 ذو الحجَّة الحرام أو يوم 11 \ 12 (اليوم الحادي عشر من الشهر الثاني عشر) هو اليوم السادس والثلاثون بعد الثلاثمائة (336) من أيَّام السنة (أو السابع والثلاثون بعد الثلاثمائة لو كان شهر رمضان مُتممًا لليوم الثلاثين أو الثامن والثلاثون بعد الثلاثمائة لو أتم كلًا من صفر وربيع الآخر وجمادى الآخرة وشعبان ورمضان ثلاثين يومًا) وفق التقويم الهجري القمري (العربي). يبقى بعده 18 أو 19 يومًا لانتهاء السنة.

## أحداث
- 571 هـ - نجاح القائد صلاح الدين الأيوبي في اقتحام قلعة عزاز الحصينة، وذلك ضمن خطته لإقامة وحدة إسلامية، وقد سقطت القلعة بعد حصار دام ثمانية وثلاثين يومًا، وقد صعد صلاح الدين إلى القلعة بعد التسليم، وكانت أهميتها تكمن في كونها قاعدة لتجمع الجيوش المتحالفة من جنود حلب وصليبيي أنطاكية.
- 675 هـ - أبو زكرياء يحيى الواثق يبايع الخلافة في الدولة الحفصية بعد وفاة والده أبو عبد الله محمد المستنصر.
- 1236 هـ - والي بغداد محمد نجيب باشا يهاجم مدينة كربلاء بعد أن شق الأهالي عصا الطاعة على الدولة العثمانية وامتنعوا عن إطاعة أوامر الوالي وامتنعوا من دفع الضرائب واحتمى بها عدد من الهاربين من العقوبات.
- 1318 هـ - الصحفي «إبراهيم رمزي» يصدر مجلة «المرأة في الإسلام» في القاهرة، وكانت مجلة نسائية نصف شهرية.
- 1341 هـ - التوقيع على معاهدة لوزان التي تم على إثرها تسوية وضع الأناضول وتراقيا الشرقية.
- 1372 هـ - القوات الفرنسية تعتقل الملك المغربي محمد الخامس بن يوسف وأسرته، وتنفيهم إلى جزيرة كورسيكا.
- 1375 هـ - الولايات المتحدة تعلن سحب عرضها بتقديم معونة مالية إلى مصر للمساعدة في بناء السد العالي في منطقة أسوان على نهر النيل.
- 1380 هـ - إسرائيل تتخلى عن مشروعها تحويل مجرى نهر الأردن وتبدأ ضخ المياه من الجانب الشرقي لبحيرة طبريا.
- 1383 هـ - تنجانيقا وزنجبار توقعان على مرسوم للاتحاد بينهما في دولة واحدة هي جمهورية تنزانيا تحت رئاسة «يوليوس نيريري»، وعاصمتها «دار السلام».
- 1398 هـ - مأمون عبد القيوم يتولى الحكم في جزر المالديف.
- 1426 هـ - افتتاح بطولة كأس الأمم الأفريقية الخامسة والعشرين المقامة في مصر.
- 1431 هـ - ملك السعودية عبد الله بن عبد العزيز آل سعود يعين نجله الأمير متعب بن عبد الله بن عبد العزيز آل سعود وزير دولة وعضوًا في مجلس الوزراء ورئيسًا للحرس الوطني، ليخلفه بذلك على رئاسة الحرس الذي ظل يتولاه منذ عام 1963.
- 1436 هـ - حادثة تدافع خلال الحج في منى بالسعودية تؤدي لمقتل أكثر من 700 شخص وجرح 800 على الأقل.

## مواليد
- 1319 هـ - حسن شاكر شعاعي، شاعر إيراني.
- 1347 هـ - أحمد حمدي، مهندس وعسكري مصري.
- 1348 هـ - خليفة التليسي، أديب وشاعر ليبي.
- 1379 هـ - أمل عبد الكريم، ممثلة إماراتية.
- 1380 هـ - سعاد علي، ممثلة بحرينية.
- 1392 هـ -
  - محمد الخوجلي، حارس مرمى كرة قدم سعودي.
  - عصام الحضري، حارس مرمى كرة قدم مصري.
- 1394 هـ - غادة عادل، ممثلة مصرية.
- 1402 هـ - نواف النجم، ممثل كويتي.

## وفيات
- 207 هـ - محمد بن عمر الواقدي، مؤرخ مسلم.
- 422 هـ - أحمد القادر بالله، الخليفة الخامس والعشرون من خلفاء بني العباس.
- 1037 هـ - عبد الرحمن بن عيسى المرشدي، فقيه مسلم وأديب حجازي ومن الأئمة الحرم المكي.
- 1389 هـ - شموئيل يوسف عجنون، كاتب إسرائيلي حاصل على جائزة نوبل في الأدب.
- 1394 هـ - أحمد إسماعيل علي، وزير الدفاع المصري.
- 1422 هـ - يوسف المطرف، مغني كويتي.

## مناسبات
- ثاني أيام عيد الأضحى عند المُسلمين، وهو أوَّل أيام التشريق وثاني أيام النحر.

## وصلات خارجية
- موقع قصة الإسلام: حدث في شهر ذو الحجَّة.